# STS-133
STS-133 a fost ultima misiune a navetei spațiale Discovery și a 133-a din programul NASA Space Shuttle.

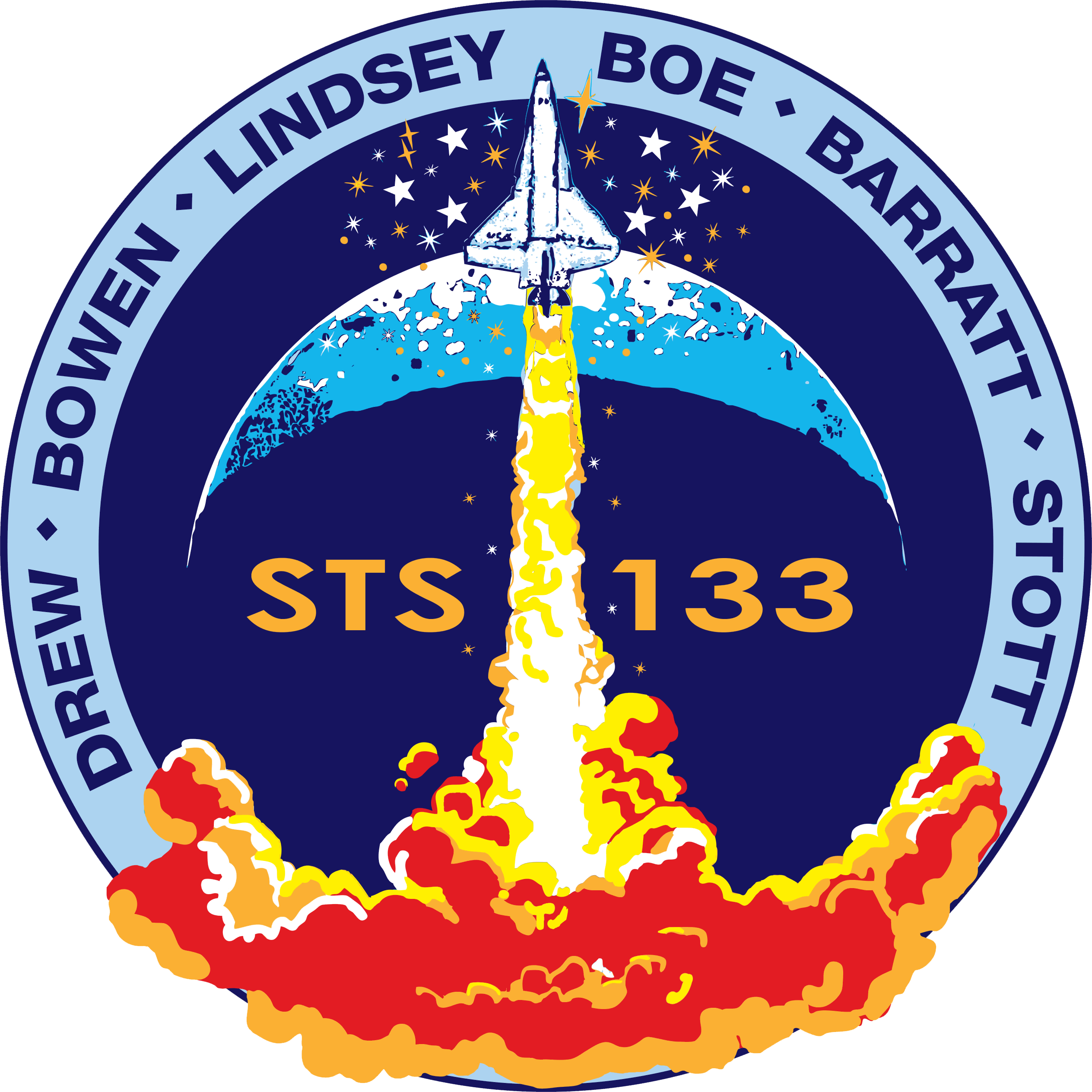
Sigla misiunii